# Fundamentalno (empresa)
Grupo de empresas "Fundamentalno.rf" (en ruso: Группа компании Фундаментально.рф) es un grupo ruso de empresas que opera en el ámbito del desarrollo y la construcción, fundada en 2010 en Moscú, la empresa se centra en grandes proyectos de construcción en Moscú y la región de Moscú.

## Historia
El grupo de empresas Fundamentalno.rf fue fundado en 2010 por Gleb Tikhonov. Al inicio de su actividad, el grupo de empresas determinó los puntos de referencia en el sector y comenzó a prestar servicios en las siguientes áreas: solución integral de obras en la fase de ciclo cero, así como obras de construcción monolítica de cualquier nivel de complejidad.
En 2012, fue una de las cinco mayores empresas de Moscú en trabajos de construcción de cimientos para viviendas particulares. En 2015, la empresa lanzó un ciclo completo de tecnología de construcción monolítica en la construcción de viviendas privadas. En 2017, la empresa amplió sus servicios para la construcción de instalaciones de oficinas, almacenes y hoteles.
En 2018, la empresa formó su propia flota independiente de equipos especiales de construcción: mecanización de elevación, unidades de hinca de pilotes, máquinas de perforación, estaciones de bombeo de hormigón. En 2020, las empresas representaron el 6,2% de la producción de trabajo entre la construcción de viviendas privadas en la región de Moscú.
A finales de 2021, la empresa firmó contratos con los principales promotores de la ciudad, en particular para los complejos residenciales de la capital. Desde mediados de 2022, la ciudad ha encargado obras en la parte histórica de Moscú, incluido el territorio del Kremlin de Moscú.